# هوراتیو واشینگتن بروس
هوراتیو واشینگتن بروس (Horatio Washington Bruce) (زادهٔ ۲۲ فوریهٔ ۱۸۳۰ - درگذشتهٔ ژانویهٔ ۱۹۰۳)، سیاستمدار ائتلافی در جریان جنگ داخلی آمریکا بود.

## سال‌های آغازین زندگی
هوراتیو واشینگتن بروس در ۲۲ فوریهٔ ۱۸۳۰ تقریباً یک مایلی جنوب ونسبورگ در شهرستان لوئیس، کنتاکی متولد شد. او فرزند الکساندر و آماندا (براگ) بروس بود و نامش را از دو عمویش هوراتیو و واشینگتن بروس گرفته بود. پدربزرگ پدری او در جریان جنگ انقلاب یک سرباز در ارتش قاره‌ای بود و پدرش یک زمیندار ثروتمند بود که بعنوان عضو حزب ویگ در مجمع عمومی کنتاکی در سال‌های ۱۸۲۵ و ۱۸۲۶ خدمت کرد. پدربزرگ مادری او همچنان در جنگ انقلاب حضور داشت. او از طرف پدر اسکاتلندی‌تبار و از مادر انگلیسی‌تبار بود.
بروس در مدارس خصوصی در زادگاهش شهرستان لوئیس و همچنان در منچستر، اوهایو آموزش دیده بود. در سن شانزده، او کار را بعنوان فروشنده در یک فروشگاه آغاز کرد، شغلی که تا سال ۱۸۴۹ ادامه داد. همزمان او رئیس اداره پست در ونسبورگ بود. در سال ۱۸۴۹، بروس در یک دوره پنج ساله در یک مدرسه در ونسبورگ تدریس کرد. سال بعد در یک مدرسه دیگر در شهرستان لوئیس تدریس نمود. در دسامبر ۱۸۵۰، او به فلمینگسبورگ، جایی که حقوق را در دفتر لیندر ام. کاکس فرا گرفت، نقل مکان کرد. او در ژوئیه ۱۸۵۱ به وکالت پذیرفته شد و دفترش را در فلمینگسبورگ گشود. بعداً در همان سال او به عنوان ممتحن در دادگاه قضایی شهرستان فلمینگ مقرر گردید و بلافاصله به عنوان هیئت امنای مدرسه فلمینگسبورگ انتخاب شد.

## فعالیت‌های سیاسی قبل از جنگ
بروس نخست در سال ۱۸۵۲ با سخنرانی‌های مبارزاتی برای حزب ویگ به بلیط وینفیلد سکات و ویلیام الکساندر گراهام در انتخابات ریاست جمهوری سال ۱۸۵۲ پا به عرصه سیاست گذاشت. با فروپاشی حزب ویگ، بروس به حزب «هیچ نمی‌دانم» پیوست و از شهرستان فلیمینگ در مجلس نمایندگان کنتاکی در سال‌های ۱۸۵۵ و ۱۸۵۶ نمایندگی کرد.
در ۱۲ ژوئن ۱۸۵۶ بروس با الیزابت هاردین هیلم دختر فرماندار دو دوره‌ای کنتاکی در زادگاه عروس قصر هیلم واقع در الیزابت‌تاون، کنتاکی ازدواج کرد. این زوج پنج فرزند به‌نام‌های هیلم بروس، الیزابت باربر بروس، ماریا پرستون پاپ بروس، ماری (بروس) اسمیت و الکساندر بروس داشتند. در اوت ۱۸۵۶، بروس به عنوان نماینده حقوقی برای ناحیه دهم که متشکل از شهرستان‌های ماسون، لوئیس، گریناپ، روان، فلیمینگ و نیکولاس می‌شد انتخاب گردید. او در این منصب تا ۱۸۵۸ باقی ماند. در اخیر ۱۸۵۸، او از این مقام استعفا داد و به لوئیزویل نقل مکان کرد. در آنجا او شرکت حقوقی هیلم و بروس را همراه با برادر زنش بنیامین هاردین هیلم تأسیس کرد. در جریان انتخابات ریاست جمهوری ۱۸۶۰، بروس فعالانه از جان بیل و ادوارد ایوریت در بلیط انتخاباتی اتحادیه مشروطه (Constitutional Union) حمایت کرد. در سال ۱۸۶۱، او پس از پذیرفتن طرز تفکر حقوق ایالتی با باخت به رابرت مالوری موفق نشد تا کرسی را در مجلس نمایندگان ایالت متحده کسب کند.

## جنگ داخلی
با بروز جنگ داخلی، او در کنار مؤتلفه قرار گرفت و لوئیسویل را در ۱۷ اوت ۱۸۶۱ به مقصد بولینگ گرین که مرکز فرماندهی ائتلافی‌های این ایالت بود، ترک کرد. او نماینده کنتاکی در نخستین کنوانسیون آزادی که در راسلویل از ۲۹ الی ۳۱ اکتبر ۱۸۶۱ گرفته شد، بود. این کنوانسیون خود ساخته زمینه برای جدایی کنتاکی از اتحادیه را فراهم کرد و درخواست برگزاری یک کنوانسیون دیگر در ۱۸ و ۱۹ نوامبر ۱۸۶۱ در راسلویل را کرد. کنوانسیون دومی حکم جدایی که کنار کشیدن کنتاکی از اتحادیه را اعلام می‌کرد، را تصویب کرد. این کنوانسیون همچنان یک دولت انتقالی را در این ایالت تأسیس کرد و بروس به عنوان عضو مقننه این نظام انتخاب گردید. اندکی پس از آن، کنتاکی در جمع ایالت‌های مؤتلفه آمریکا پذیرفته شد.
در ۲۲ ژانویهٔ ۱۸۶۲، بروس در نخستین کنگره مؤتلفه به عنوان نماینده انتخاب گردید. او همچنان نمایندهٔ کنتاکی در کمیته ترتیب و تنظیم مراسم تحلیف جفرسون دیویس به عنوان رئیس‌جمهور مؤتلفه و الکساندر استفنز به عنوان معاون رئیس‌جمهور، انتخاب شده بود. او عضو کمیته‌های روابط خارجی و حق انحصار نیز بود. در ۱۰ ژانویهٔ ۱۸۶۴، او دوباره به دومین کنگرهٔ مؤتلفه برگزیده شد که تا آخر جنگ در این منصب ماند. سوابق خدمت او در کنگره‌های مؤتلفه با گذر زمان از دست رفته‌اند.
بروس و دیگر اعضای کنگره مؤتلفه همراه با رئیس‌جمهور داویس تا ۲ آوریل ۱۸۶۵ در ریچماند ویرجینیا ماندند. سپس آنها به دانویل، ویرجینیا، در جایی که تا تسلیمی رابرت لی در دادگاه اپومتوکس باقی ماندند، فرار کردند. پس از آن بروس قبل از برگشت به ریچماند بعد از اعلام عفو عمومی برای ائتلافی‌های اسبق توسط رئیس‌جمهور اندرو جانسون، به گرینسبورگ، کارولینای شمالی و آگوستا در جورجیا سفر کرد.

## زندگی بعد از جنگ
بروس در ۱۹ ژوئن ۱۸۶۵ به لوئیزویل برگشت و در اوت ۱۸۶۵ شرکت حقوقی بروس و راسل را همراه با شاگرد اسبقش ساموئل راسل تأسیس کرد. شراکت آنها در سال ۱۸۶۸ زمانیکه بروس در دادگاه حقوقی در ناحیه نهم کنتاکی که متشکل از شهرستان‌های جفرسون، اولدهام، شلبی، اسپنسر و بولیت می‌شد منحل شد. او با به‌دست آوردن اکثریت مطلق آرا ۱۰۶۱۱ از مجموع ۱۴۸۱۷ آرای به‌کار گرفته شده در این رقابت انتخاب شده بود. بروس از جمله نخستین کنتاکی‌ها بود که درخواست معتبر و شایسته شمردن شهادت سیاه در دادگاه پوستان را به‌واسطه نوشتن یک نامه به روزنامه شام شیکاگو به حمایت از این موضوع در ۲۰ فوریه ۱۸۶۹ داد.
باوجود اینکه هیچ‌گاهی به کالج نرفته بود، او در سال ۱۸۷۲ کارش را بعنوان مدرس حقوق در دانشگاه لوئیزویل با گرفتن کرسی استادی تاریخ و حقوق، حقوق ملکیت حقیقی، مقاطعه و حقوق کیفری آغاز کرد. او همچنان به عنوان رئیس کالج پزشکی لوئیزویل کار نمود. در سال ۱۸۷۳، فرماندار پرستون لسلی، بروس را به عنوان رئیس دادگاه لوئیزویل تعیین کرد تا مقام خالی رئیس کوکران که وفات کرده بود را پُر کند. در انتخابات مخصوص که در فوریهٔ ۱۸۷۴ برگزار شد او برای تکمیل دوره باقی‌مانده انتخاب گردید. در اوت ۱۸۷۴، او دوباره برای یک دوره شش ساله انتخاب گردید. او از دادگاه در ۱۰ مارس ۱۸۸۰ استعفا کرد تا مقام وکالت راه‌آهن لوئیزویل و نشویل را بپذیرد. اندکی بعد از اکتساب این مقام، او از منصب استادی دانشگاه لوئیزویل نیز استعفا نمود.
بروس در ۲۲ ژانویهٔ ۱۹۰۳ در لوئیزویل درگذشت و در قبرستان کیف هیل در لوئیزویل، کنتاکی به‌خاک سپرده شد.